# Vombisidris satunensis
Vombisidris satunensis — вид мурашок підродини Myrmicinae. Описаний у 2023 році.

## Поширення та екологія
Ендемік Таїланду. Був знайдений гніздуванням у мертвих гілках, що висять на чагарниках. У двох колоніях (TH22-WJT-188 і TH22-WJT-214), зібраних у травні 2022 року, були знайдені алатні матки, тому сезон спаровування виду міг припадати на сухий сезон. Обидві колонії були знайдені в низині (приблизно 100 м над рівнем моря) на краю лісу.

## Опис
Тіло завдовжки 2,6-3,0 мм. Голова та мезосома жовті, черевце темніше. Vombisidris satunensis найбільш схожий на Vombisidris harpeza тим, що має жовте тіло та слабко опуклий контур мезосоми.